# Język wysokoniemiecki
Język wysokoniemiecki (niem. hochdeutsche Sprache, neuhochdeutsche Sprache, Hochdeutsch, Neuhochdeutsch) – standardowy język niemiecki (Standardsprache, Hochsprache).
W węższym znaczeniu termin Hochdeutsch odnosi się do samego standardu literackiego, do niemieckiego języka standardowego (język ten opisany jest w haśle język niemiecki). W szerszym znaczeniu jest to zespół dialektów, przeciwstawny dialektom dolnoniemieckim (Niederdeutsch), które obecnie są uznawane za odrębny język. Zespół ten jest bardzo zróżnicowany regionalnie i niektóre dialekty – takie jak dialekt używany w niemieckojęzycznej części Szwajcarii
(schweizerdeutsch lub schwyzertüütsch, po polsku zwany też językiem alemańskim) – są czasem klasyfikowane jako osobne języki.
Częściej niż o języku wysokoniemieckim mówi się o dialektach wysokoniemieckich.. 
Dialekty wysokoniemieckie dzielą się na dwa duże zespoły dialektalne:
- dialekty środkowoniemieckie (Mitteldeutsch)
- dialekty górnoniemieckie (Oberdeutsch) (dialekty południowe: bawarskie, alemańskie, szwabskie)[3].